# Cheongna International City (métro de Séoul)
Cheongna International City (hangeul : 청라국제도시 ; hanja : 靑羅國際都市) est une station de passage de la ligne AREX] du métro de Séoul. Elle est située au 151 Eco-ro, district Seo-gu, sur le territoire de la ville Incheon, à l'ouest de Séoul, en Corée du Sud.

## Situation sur le réseau

Plan du réseau du métro de Séoul (2023)